# Nova Ponente
Nova Ponente (en allemand, Deutschnofen) est une commune italienne d'environ 3 900 habitants située dans la province autonome de Bolzano dans la région du Trentin-Haut-Adige dans le nord-est de l'Italie.

## Administration
| Période                                  | Période | Identité | Étiquette | Qualité |
| ---------------------------------------- | ------- | -------- | --------- | ------- |
|                                          |         |          |           |         |
| Les données manquantes sont à compléter. |         |          |           |         |

### Hameaux
Monte San Pietro, San Nicolò d'Ega

### Communes limitrophes
Les communes limitrophes sont  Aldino, Bolzano, Bronzolo, Cornedo all'Isarco, Laives, Nova Levante, Predazzo, Tesero et Ville di Fiemme.